# Saint-Pierre-Saint-Jean
Saint-Pierre-Saint-Jean település Franciaországban, Ardèche megyében. Lakosainak száma 190 fő (2022. január 1.). Saint-Pierre-Saint-Jean Chambonas, Faugères, Malarce-sur-la-Thines, Payzac, Sablières, Saint-André-Lachamp és Les Salelles községekkel határos.

## Népesség
A település népessége az elmúlt években az alábbi módon változott:
| Lakosok száma | 123  | 136  | 114  | 159  | 147  | 146  | 145  | 169  | 181  | 190  |
|               | 1968 | 1982 | 1990 | 2006 | 2013 | 2015 | 2017 | 2019 | 2020 | 2022 |